# サンライズペガサス
サンライズペガサス（1998年4月15日 - 2019年8月22日）は、日本の競走馬、種牡馬。2002年、2005年の産経大阪杯及び2005年毎日王冠勝ち馬。

## 競走馬時代
出生からまもなく母を亡くし、乳母のもとで養育されている。

### 3歳（2001年）
2001年、格上挑戦の神戸新聞杯で2着になりオープン入りを果たした。菊花賞では4番人気に支持されるものの、12着に敗れ、年内は休養に入る。

### 4歳（2002年）
この年、鞍上に安藤勝己を据え大阪城ステークスと産経大阪杯を連勝し、重賞初制覇を飾った。次走の天皇賞（春）では最後方から末脚にかけるもマンハッタンカフェの5着。宝塚記念を目指すが、天皇賞の反動の疲労により回避。
秋の鞍上は安藤から柴田善臣に乗り替わり、休養を挟んだ毎日王冠では4着、天皇賞（秋）では大外枠を引き、早めに仕掛けるも直線で一杯になり、シンボリクリスエス、ナリタトップロードに続く3着と惜敗、直後に右前浅屈腱炎を発症し戦線を離脱。

### 5-6歳（2003-2004年）
1年間の休養を挟み、天皇賞（秋）で復帰、最内から脚を伸ばすも6着。不良馬場のジャパンカップは11着に終わり、有馬記念直前に故障が発覚、屈腱炎が再発し再び1年の休養に入る。

### 7歳（2005年）
休養中は吉澤ステーブルで調整され、2005年に中京記念でメガスターダムの2着になり復調の気配をみせると、続く産経大阪杯でハーツクライ・アドマイヤグルーヴ以下を破り2002年の同競走以来3年ぶりの勝利を挙げた。なお同競走2勝はグレード制導入以前を含めて初の記録となった。続く天皇賞（春）では14着と大敗。7番人気となった次走の宝塚記念では、得意の阪神で中団から末脚に賭けたが、位置取りが不味く不利を受け、最後まで脚を伸ばすも5着に終わった。
秋シーズンは後藤浩輝を鞍上に毎日王冠を9番人気ながら勝利。5番人気に支持された天皇賞（秋）は大外17番の不利とスローペースへの対応の失敗もあり12着。一転レコードペースとなったジャパンカップは上がり2位の脚を使い15番人気からの6着と善戦。有馬記念は待望の1枠を引くも、レース当日に鞍上の蛯名正義が負傷し田中勝春に乗り代わるなどのアクシデントやコーナーでの不利もあり、7着に終わる。この有馬記念を最後に引退した。
中距離では安定した成績を残し、特に阪神競馬場を得意とした。また当初は折り合いやゲート難が心配されていたが、年を重ねるごとに克服した。
復調のきっかけとなった2005年中京記念では1着がメガスターダムで2着がサンライズペガサス。この2頭は過去に屈腱炎で1年以上の休養を経験したことのある馬同士だった。

## 競走成績
以下の内容は、netkeiba.comの情報に基づく。
| 競走日     | 競馬場 | 競走名             | 格       | 距離（馬場）  | 頭 数 | 枠 番 | 馬 番 | オッズ （人気） | 着順 | タイム （上り3F） | 着差 | 騎手        | 斤量 [kg] | 1着馬（2着馬）         | 馬体重 [kg] |
| ---------- | ------ | ------------------ | -------- | ------------- | ----- | ----- | ----- | --------------- | ---- | ----------------- | ---- | ----------- | --------- | ---------------------- | ----------- |
| 2001.02.03 | 小倉   | 3歳新馬            |          | 芝2000m（良） | 8     | 8     | 8     | 007.60（5人）   | 02着 | R2:05.1（36.3）   | -0.1 | 0橋本美純   | 55        | モニュメンタル         | 488         |
| 0000.02.18 | 小倉   | 3歳新馬            |          | 芝1800m（良） | 16    | 5     | 10    | 001.90（1人）   | 01着 | R1:52.4（37.2）   | -0.4 | 0河内洋     | 55        | （スカイマックガン）   | 478         |
| 0000.04.21 | 京都   | ムーニーバレーRC賞 | 500万下  | 芝2400m（良） | 13    | 6     | 9     | 005.60（3人）   | 11着 | R2:28.5（36.3）   | -1.4 | 0安田康彦   | 55        | ストラブスキー         | 494         |
| 0000.05.04 | 京都   | 京都新聞杯         | GII      | 芝2000m（良） | 17    | 7     | 13    | 112.8（12人）   | 16着 | R2:02.9（37.9）   | -3.1 | 0安田康彦   | 56        | テンザンセイザ         | 486         |
| 0000.06.16 | 阪神   | 野苺賞             | 500万下  | 芝2200m（良） | 11    | 5     | 5     | 012.10（6人）   | 01着 | R2:13.3（35.9）   | -0.1 | 0河内洋     | 55        | （センターキュリオス） | 480         |
| 0000.08.19 | 小倉   | 玄海特別           | 1000万下 | 芝2000m（良） | 14    | 2     | 3     | 003.90（2人）   | 02着 | R2:01.4（36.0）   | -0.0 | 0河内洋     | 55        | ミスズトップ           | 480         |
| 0000.09.23 | 阪神   | 神戸新聞杯         | GII      | 芝2000m（良） | 12    | 4     | 4     | 030.30（7人）   | 02着 | R1:59.5（34.3）   | -0.0 | 0池添謙一   | 56        | エアエミネム           | 478         |
| 0000.10.21 | 京都   | 菊花賞             | GI       | 芝3000m（良） | 15    | 4     | 7     | 009.00（4人）   | 12着 | R3:08.3（34.8）   | -1.1 | 0池添謙一   | 57        | マンハッタンカフェ     | 484         |
| 2002.03.09 | 阪神   | 大阪城S            | OP       | 芝2000m（良） | 10    | 3     | 3     | 002.30（1人）   | 01着 | R1:59.5（34.6）   | -0.1 | 0安藤勝己   | 55        | （トウカイパルサー）   | 486         |
| 0000.03.31 | 阪神   | 産経大阪杯         | GII      | 芝2000m（良） | 14    | 5     | 7     | 002.90（1人）   | 01着 | R1:59.1（33.8）   | -0.4 | 0安藤勝己   | 57        | （エアシャカール）     | 486         |
| 0000.04.28 | 京都   | 天皇賞（春）       | GI       | 芝3200m（良） | 11    | 7     | 9     | 009.70（4人）   | 05着 | R3:19.8（33.7）   | -0.3 | 0安藤勝己   | 58        | マンハッタンカフェ     | 480         |
| 0000.10.06 | 中山   | 毎日王冠           | GII      | 芝1800m（良） | 9     | 5     | 5     | 002.70（1人）   | 04着 | R1:46.5（33.6）   | -0.4 | 0柴田善臣   | 58        | マグナーテン           | 482         |
| 0000.10.27 | 中山   | 天皇賞（秋）       | GI       | 芝2000m（良） | 18    | 8     | 17    | 006.90（4人）   | 03着 | R1:58.6（34.3）   | -0.1 | 0柴田善臣   | 58        | シンボリクリスエス     | 482         |
| 2003.11.02 | 東京   | 天皇賞（秋）       | GI       | 芝2000m（良） | 18    | 1     | 1     | 046.7（12人）   | 06着 | R1:58.7（34.4）   | -0.7 | 0柴田善臣   | 58        | シンボリクリスエス     | 488         |
| 0000.11.26 | 東京   | ジャパンC          | GI       | 芝2400m（重） | 18    | 8     | 18    | 051.8（12人）   | 11着 | R2:31.3（37.7）   | -2.6 | 0柴田善臣   | 57        | タップダンスシチー     | 482         |
| 2005.02.19 | 京都   | 京都記念           | GII      | 芝2200m（重） | 12    | 8     | 12    | 157.8（12人）   | 11着 | R2:18.2（38.3）   | -2.5 | 0幸英明     | 57        | ナリタセンチュリー     | 496         |
| 0000.03.06 | 中京   | 中京記念           | GIII     | 芝2000m（良） | 15    | 8     | 14    | 011.30（4人）   | 02着 | R1:59.6（35.6）   | -0.1 | 0秋山真一郎 | 57        | メガスターダム         | 492         |
| 0000.04.03 | 阪神   | 産経大阪杯         | GII      | 芝2000m（良） | 9     | 5     | 5     | 003.10（1人）   | 01着 | R1:59.0（34.6）   | -0.2 | 0幸英明     | 57        | （ハーツクライ）       | 496         |
| 0000.05.01 | 京都   | 天皇賞（春）       | GI       | 芝3200m（良） | 18    | 7     | 14    | 019.70（9人）   | 14着 | R3:17.7（35.4）   | -1.2 | 0幸英明     | 58        | スズカマンボ           | 492         |
| 0000.06.26 | 阪神   | 宝塚記念           | GI       | 芝2200m（良） | 15    | 5     | 8     | 025.80（7人）   | 05着 | R2:12.2（36.3）   | -0.7 | 0松永幹夫   | 58        | スイープトウショウ     | 492         |
| 0000.10.09 | 東京   | 毎日王冠           | GII      | 芝1800m（稍） | 17    | 6     | 12    | 017.90（9人）   | 01着 | R1:46.5（33.5）   | -0.3 | 0後藤浩輝   | 58        | （テレグノシス）       | 486         |
| 0000.10.30 | 東京   | 天皇賞（秋）       | GI       | 芝2000m（良） | 18    | 8     | 16    | 013.70（5人）   | 12着 | R2:00.7（33.4）   | -0.6 | 0後藤浩輝   | 58        | ヘヴンリーロマンス     | 478         |
| 0000.11.27 | 東京   | ジャパンC          | GI       | 芝2400m（良） | 18    | 7     | 13    | 071.9（15人）   | 06着 | R2:22.6（34.7）   | -0.5 | 0蛯名正義   | 57        | アルカセット           | 484         |
| 0000.12.25 | 中山   | 有馬記念           | GI       | 芝2500m（良） | 16    | 1     | 2     | 081.20（9人）   | 07着 | R2:32.7（35.1）   | -0.8 | 0田中勝春   | 57        | ハーツクライ           | 492         |

## 種牡馬時代
2006年初頭に競走馬登録を抹消され、同年よりアロースタッドで種牡馬入りした。2007年度の種付け料は受胎確認後100万円であった。2014年に一旦供用停止となった。
2017年からヤナガワ牧場で種牡馬として再び供用されることになったが、2019年に引退名馬繋養展示事業の助成対象馬となり、種牡馬を引退した。
2019年8月22日、ジャパンスタッドブックインターナショナルのツイッターにより死亡したことが発表された。

### 代表産駒
- コロニアルペガサス（2010年園田クイーンセレクション、若草賞）

## 血統表
| サンライズペガサスの血統                          | サンライズペガサスの血統                           | サンライズペガサスの血統           | （血統表の出典）                   | （血統表の出典）   |
| 父系                                              | ヘイロー系（サンデーサイレンス系）                 | ヘイロー系（サンデーサイレンス系） | ヘイロー系（サンデーサイレンス系） | [ § 2 ]            |
| 父 *サンデーサイレンス Sunday Silence 1986 青鹿毛 | 父の父Halo 1969 黒鹿毛                             | Hail to Reason                     | Turn-to                            | Turn-to            |
| 父 *サンデーサイレンス Sunday Silence 1986 青鹿毛 | 父の父Halo 1969 黒鹿毛                             | Hail to Reason                     | Nothirdchance                      |                    |
| 父 *サンデーサイレンス Sunday Silence 1986 青鹿毛 | 父の父Halo 1969 黒鹿毛                             | Cosmah                             | Cosmic Bomb                        | Cosmic Bomb        |
| 父 *サンデーサイレンス Sunday Silence 1986 青鹿毛 | 父の父Halo 1969 黒鹿毛                             | Cosmah                             | Almahmoud                          |                    |
| 父 *サンデーサイレンス Sunday Silence 1986 青鹿毛 | 父の母Wishing Well 1975 鹿毛                       | Understanding                      | Promised Land                      | Promised Land      |
| 父 *サンデーサイレンス Sunday Silence 1986 青鹿毛 | 父の母Wishing Well 1975 鹿毛                       | Understanding                      | Pretty Ways                        |                    |
| 父 *サンデーサイレンス Sunday Silence 1986 青鹿毛 | 父の母Wishing Well 1975 鹿毛                       | Mountain Flower                    | Montparnasse                       | Montparnasse       |
| 父 *サンデーサイレンス Sunday Silence 1986 青鹿毛 | 父の母Wishing Well 1975 鹿毛                       | Mountain Flower                    | Edelweiss                          |                    |
| 母 ヒガシブライアン 1991 栗毛                     | 母の父*ブライアンズタイム Brian's Time 1985 黒鹿毛 | Roberto                            | Hail to Reason                     | Hail to Reason     |
| 母 ヒガシブライアン 1991 栗毛                     | 母の父*ブライアンズタイム Brian's Time 1985 黒鹿毛 | Roberto                            | Bramalea                           |                    |
| 母 ヒガシブライアン 1991 栗毛                     | 母の父*ブライアンズタイム Brian's Time 1985 黒鹿毛 | Kelley's Day                       | Graustark                          | Graustark          |
| 母 ヒガシブライアン 1991 栗毛                     | 母の父*ブライアンズタイム Brian's Time 1985 黒鹿毛 | Kelley's Day                       | Golden Trail                       |                    |
| 母 ヒガシブライアン 1991 栗毛                     | 母の母*アリーウィン Alywin 1984 栗毛               | Alydar                             | Raise a Native                     | Raise a Native     |
| 母 ヒガシブライアン 1991 栗毛                     | 母の母*アリーウィン Alywin 1984 栗毛               | Alydar                             | Sweet Tooth                        |                    |
| 母 ヒガシブライアン 1991 栗毛                     | 母の母*アリーウィン Alywin 1984 栗毛               | Fleet Victress                     | King of the Tudors                 | King of the Tudors |
| 母 ヒガシブライアン 1991 栗毛                     | 母の母*アリーウィン Alywin 1984 栗毛               | Fleet Victress                     | Countess Fleet                     |                    |
| 母系(F-No.)                                       | 1号族(FN:1-o)                                      | 1号族(FN:1-o)                      | 1号族(FN:1-o)                      | [ § 3 ]            |
| 5代内の近親交配                                   | Hail to Reason 3×4=18.75%                          | Hail to Reason 3×4=18.75%          | Hail to Reason 3×4=18.75%          | [ § 4 ]            |
| 出典                                              | 1. 2. 3. 4.                                        | 1. 2. 3. 4.                        | 1. 2. 3. 4.                        | 1. 2. 3. 4.        |

母の半姉に6勝を挙げたウェディングケーキ。7代母Friar's Carseから種牡馬のWar Relicが出ている。